# Sesvete
Sesvete – dzielnica i część zespołu miejskiego Zagrzebia w Chorwacji; 56 tys. mieszkańców (2006). Powierzchnia tej dzielnicy to 165 km². Ośrodek handlowo-usługowy regionu rolniczego, przemysł spożywczy; węzeł drogowy; muzeum.

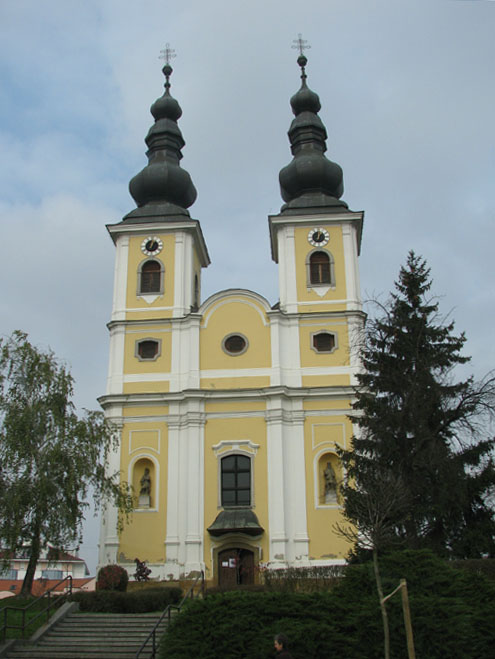
Kościół pw. Wszystkich Świętych (crkva Svih svetih) w Sesvete

Leży na wschodnich peryferiach Zagrzebia i od zachodu sąsiaduje z dzielnicami Gornja Dubrava i Donja Dubrava, a od południa – z dzielnicą Peščenica – Žitnjak; obejmuje 37 miejscowości (naselja), z których największą jest Sesvete mające typowo miejski charakter.